# Ту (река, впадает в Чёрное море)
Ту — река в Туапсинском районе Краснодарского края России, в 30 км северо-западнее Туапсе.
Средний расход воды — 1,36 м³/с.
Длина реки 18 км, площадь водосбора — 59,1 км². Ту берёт начало на южном склоне гор Острая (715 м) и Нижний Пикет (704 м), в 3 км к востоку от аула Псебе. Имеет несколько притоков, наиболее крупный из которых — Кабак. Впадает в Ольгинскую бухту Чёрного моря у посёлка Ольгинка.
В низовье река имеет широкую пойму, где расположены здравницы. Склоны долин покрыты смешанным лесом, много яблоневых и фундучных садов.